# New Milford (Illinois)
New Milford es una villa ubicada en el condado de Winnebago en el estado estadounidense de Illinois. En el Censo de 2010 tenía una población de 697 habitantes y una densidad poblacional de 182,2 personas por km².

## Geografía
New Milford se encuentra ubicada en las coordenadas 42°10′49″N 89°3′33″O / 42.18028, -89.05917. Según la Oficina del Censo de los Estados Unidos, New Milford tiene una superficie total de 3.83 km², de la cual 3.75 km² corresponden a tierra firme y (1.9%) 0.07 km² es agua.

## Demografía
Según el censo de 2010, había 697 personas residiendo en New Milford. La densidad de población era de 182,2 hab./km². De los 697 habitantes, New Milford estaba compuesto por el 83.64% blancos, el 5.02% eran afroamericanos, el 0.57% eran amerindios, el 6.17% eran asiáticos, el 0% eran isleños del Pacífico, el 1.58% eran de otras razas y el 3.01% pertenecían a dos o más razas. Del total de la población el 8.03% eran hispanos o latinos de cualquier raza.